# Noé, Haute-Garonne

Noé este o comună în departamentul Haute-Garonne din sudul Franței. În 2009 avea o populație de 2.603 de locuitori.

## Evoluția populației
| An        | 1975  | 1982  | 1990  | 1999  | 2006  | 2009  |
| --------- | ----- | ----- | ----- | ----- | ----- | ----- |
| Populație | 1.272 | 1.543 | 1.975 | 2.066 | 2.437 | 2.603 |